# 博特夫峰

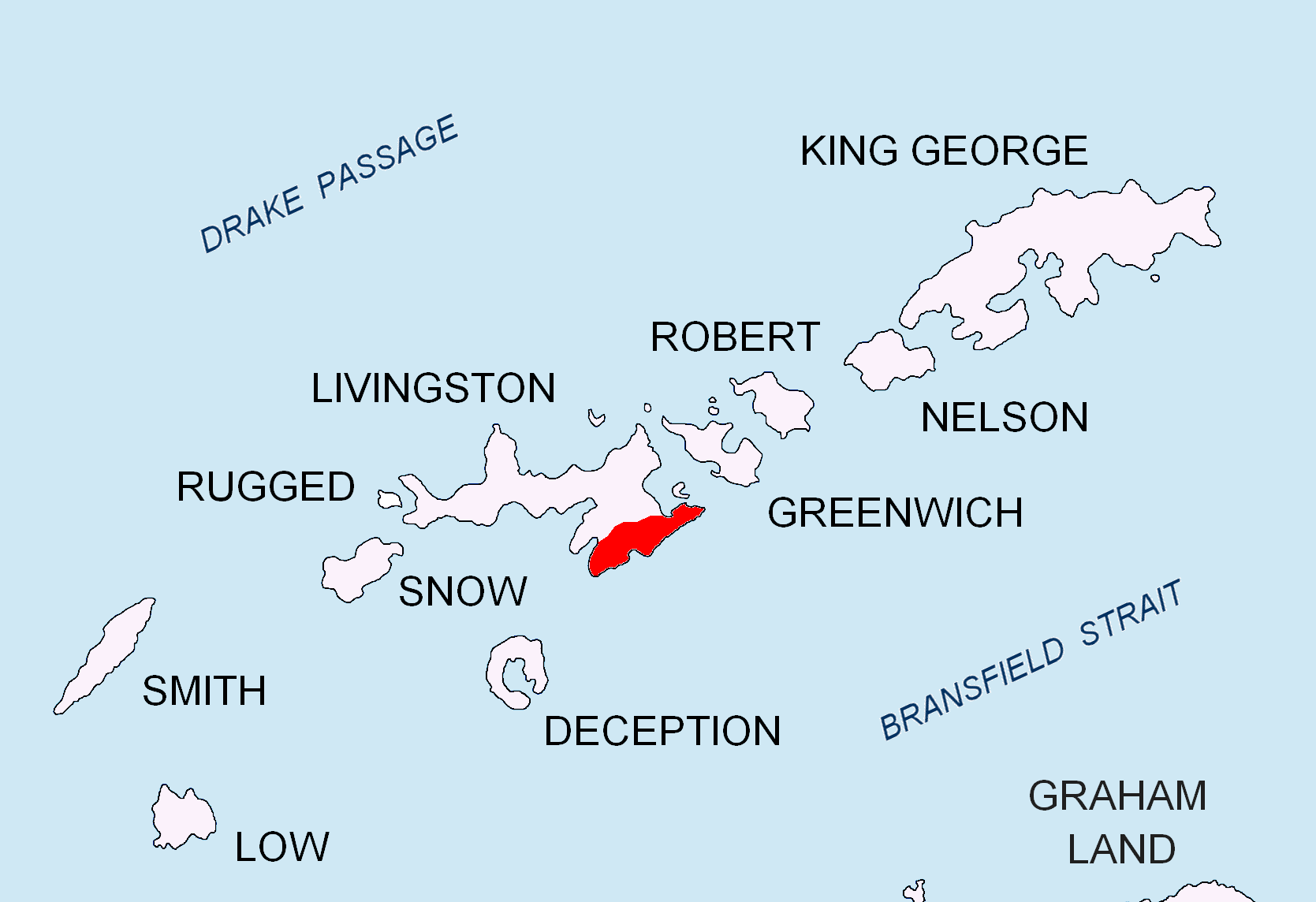

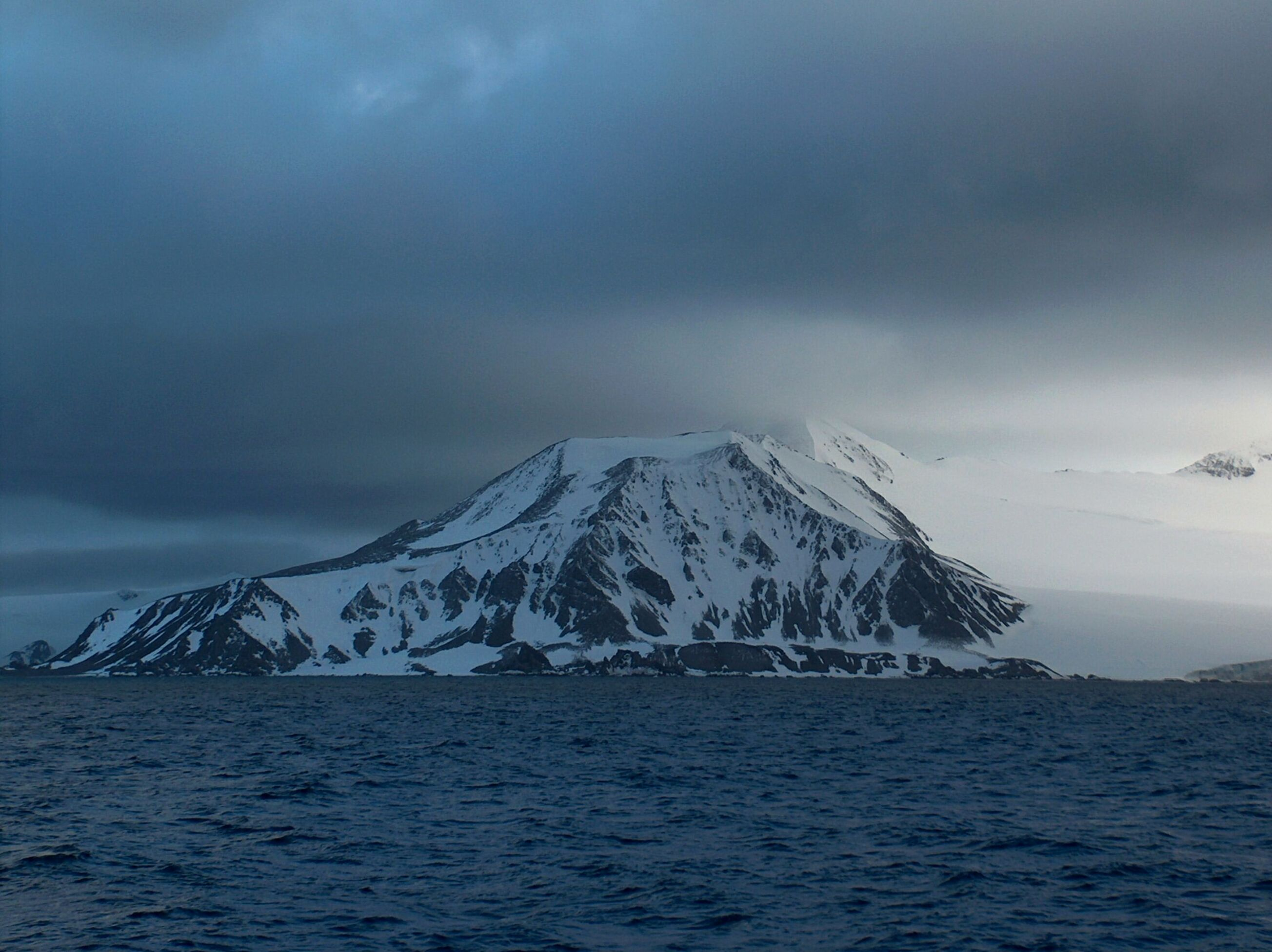

博特夫峰（英語：Botev Peak）是南極洲的山峰，位於南設得蘭群島中利文斯頓島東部，處於多布里奇海穹以南0.74公里和揚博爾峰西南面4.05公里，海拔高度約370米。

## 外部連結
- SCAR Composite Gazetteer of Antarctica（页面存档备份，存于）.

62°45′19.8″S 60°18′31″W / 62.755500°S 60.30861°W